# Wapen van Congo-Kinshasa
Het wapen van Congo-Kinshasa is sinds 1997 verschillende keren gewijzigd. Het huidige wapen is, net als de huidige Congolese vlag, sinds 2006 in gebruik.
Het huidige wapen toont de kop van een luipaard, met links ervan de slagtand van een olifant en rechts ervan een speer. Onder de luipaardkop staat het nationale motto Justice, Paix, Travail (Frans voor "Rechtvaardigheid, Vrede, Arbeid"). Het werd aangenomen op 18 februari 2006 door president Joseph Kabila.
Het vorige Congolese wapen toonde drie handen en een luipaardkop te midden van twee decoratieve plantentakken. Dit wapen, dat aangenomen werd in 2003, toonde ook het toenmalige motto: Démocratie, Justice, Unité ("Democratie, Rechtvaardigheid, Eenheid").
Het wapen dat in 2003 in gebruik werd genomen, verving dat uit 1999. Deze was ontworpen aan de hand van de toenmalige Congolese vlag en toonde zes kleine en een grote gele (gouden) ster op een blauw schild.
Het eerste Congolese (of Zaïrese) wapen werd tussen 1 augustus 1964 en 1997 gebruikt. Dit toonde een luipaardkop boven twee gekruiste speren en te midden van een vredestak en een slagtand. Op een wit lint stond het toenmalige (en huidige) motto.

1885-1908 (Onafhankelijke Congostaat)
1908-1960 (Belgisch-Congo)
1960-1963
1963-1971
1971-1997 (Zaïre)
1997-1999
1999-2003
2003-2006

Algerije · Angola · Benin · Botswana · Burkina Faso · Burundi · Centraal-Afrikaanse Republiek · Comoren · Congo-Brazzaville · Congo-Kinshasa · Djibouti · Egypte · Equatoriaal-Guinea · Eritrea · Ethiopië · Gabon · Gambia · Ghana · Guinee · Guinee-Bissau · Ivoorkust · Kaapverdië · Kameroen · Kenia · Lesotho · Liberia · Libië · Madagaskar · Malawi · Mali · Marokko · Mauritanië · Mauritius · Mozambique · Namibië · Niger · Nigeria · Oeganda · Rwanda · Sao Tomé en Principe · Senegal · Seychellen · Sierra Leone · Soedan · Somalië · Swaziland · Tanzania · Togo · Tsjaad · Tunesië · Westelijke Sahara · Zambia · Zimbabwe · Zuid-Afrika · Zuid-Soedan
Afhankelijke gebieden:
Brits Territorium in de Indische Oceaan · Canarische Eilanden · Ceuta · Melilla · Madeira · Mayotte · Réunion · Sint-Helena · Tristan da Cunha